# Echinomuricea horrida
Echinomuricea horrida är en korallart som först beskrevs av Sydney John Hickson 1905.  Echinomuricea horrida ingår i släktet Echinomuricea och familjen Plexauridae. Inga underarter finns listade i Catalogue of Life.